# 双礁
双礁是南沙群岛司令礁东方的两个珊瑚暗礁，1983年中华人民共和国中国地名委员会公布的标准名称为“双礁”。西方文献一般称为“Glasgow Bank”。